# Kostel svatého Václava (Zvole)
Římskokatolický kostel svatého Václava ve Zvoli na Českomoravské vysočině tvoří dominantu místní návsi. Jeho dnešní podoba pochází z let 1713–1717, kdy proběhla rozšiřující přestavba původního gotického kostelíka z počátku 14. století podle projektu Jana Blažeje Santiniho. Na východní straně k němu přiléhá nepříliš rozlehlý hřbitov zhruba čtvercového tvaru. Kostel je chráněn jako kulturní památka České republiky.

## Historie

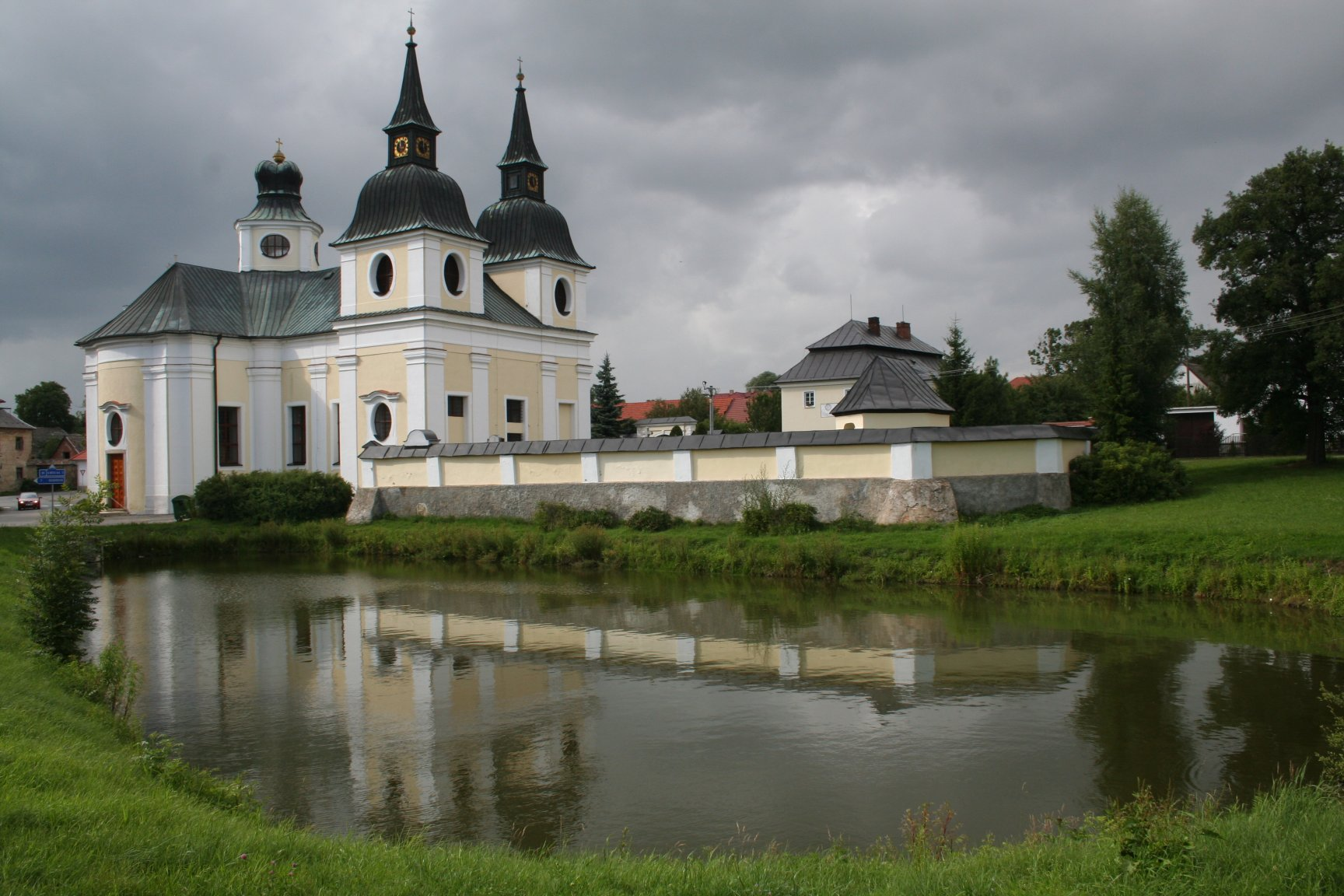
Zvolský kostel svatého Václava se hřbitovem

Koncem 15. století se obec Zvole dostala do vlastnictví cisterciáckého kláštera ve Žďáře. Původní středověký kostel byl na počátku 18. století ve zchátralém stavu a opat Václav Vejmluva rozhodl o jeho přestavbě. Oslovil architekta Santiniho, který pro klášter pracoval již dříve. Na základě archivních pramenů bylo možné určit postup stavebních prací. Na počátku stavební sezony roku 1713 došlo k částečnému zbourání původní staré chrámové stavby a byly připravovány základy pro novou přístavbu. V průběhu roku 1715 byla dokončována hrubá stavba, pracovalo se na pokrytí střechy a byly osazovány kovové rámy oken. Roku 1717 probíhaly poslední práce na interiéru a osazování dveří. Kostel byl vysvěcen 6. října 1722. Známe i konkrétní jméno zedníka, který se na stavebních pracích podílel. Byl jím mezi lety 1714 a 1717 Kašpar Parvus, který je zároveň doložen roku 1721 i na stavbě kostela na Zelené hoře. Mezi lety 1730–1733 bylo nutné kvůli statické poruše přistoupit k částečnému snesení a opětovnému vystavění severní věže zvolského chrámu. Roku 1740 velký požár zničil faru, střechu i věž kostela a také byla poškozena výzdoba interiéru. Musel být proto pořízen nový mobiliář a přelity čtyři zvony.
V roce 1926 byly ve věžích zavěšeny zvony, které ulil Rudolf Manoušek z Brna, během druhé světové války však byly násilně zabaveny a roztaveny. 
V osmdesátých letech 20. století kostel prošel celkovou renovací. V roce 1986 dostal dva nové zvony Blahoslavená Zdislava (180 kg) a svatý Václav (850 kg), které dodala zvonařská dílna rodiny Dytrychovy z Brodku u Přerova.

## Popis
Areál kostela sv. Václava s přilehlým hřbitovem a márnicí stojí ve východní části obce Zvole při malém rybníčku. Před kostelem stojí socha barokní sv. Jana Nepomuckého (datována 1726) a železný kříž na kamenném podstavci. Osově orientovaná márnice a ohradní zeď jsou součástí stavby a dotvářejí tak charakter unikátního barokního kostela. Objekt márnice je situovaný kolmo na podélnou osu výstavby v centrální části hřbitova vymezeného ohradní zdí hřbitova s dvěma symetricky umístěnými vstupy v blízkosti objektu kostela. Ohradní zeď je kotvená do východní fasády kostela a svou hmotou vytváří vizuálně rovnocenný prvek k objemu kostela. Vysoký sokl ohradní zdi je kamenný, horní část je vyzděná a krytá stříškou. Po obvodu je členěna pilastry, což vytváří dojem zvlnění a plasticity.

### Exteriér

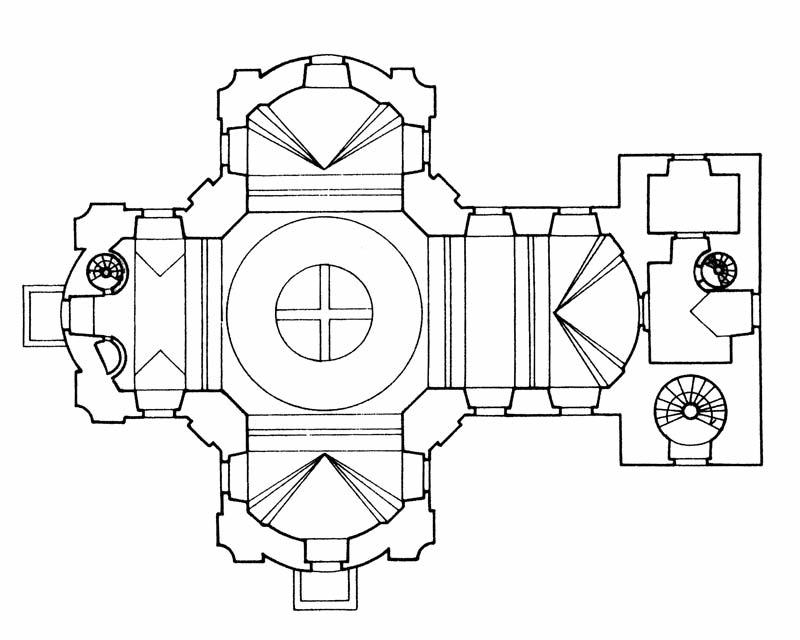
půdorys kostela

Kostel je postaven na půdorysu řeckého kříže, východní rameno kněžiště je ale dvojnásobně prodlouženo oproti zbývajícím. Navíc k závěru východního křídla přiléhají po stranách dvě mohutné věže, které dispozici kostela definitivně posouvají směrem od centrální k longitudinální. Pro exteriér stavby je příznačný kontrast plasticky a geometricky řešených prvků. Užití výrazných konvexních ploch v závěru tří krátkých ramen kříže, která obklopují centrální čtvercový prostor hlavní lodi, vede až k iluzi pohybu hmot, který ještě umocňují zprohýbané nárožní srostlice římsko-dórských pilastrů. Celý plášť hlavní lodi korunuje střešní lucerna vystavěná na půdorysu sférického čtverce, jejíž vlastní válcové tělo s oválnými okny vyztužují nárožní tupoúhlé pilířky. Samotná stříška lucerny odkazuje svým tvarem na podobu knížecí čapky patrona chrámu svatého Václava. Fasáda východní části kostela včetně dvou věží, které jsou částečně převzaty z původní stavby gotického kostelíka, je naopak řešená prostým geometrickým způsobem. Ploché zdi člení rovné římsko-dórské pilastry. Věže jsou zakončeny zvonicovými střechami a čtyřbokými lucernami. Celou fasádu opticky sjednocuje motiv střídání oválných a obdélných okenních otvorů.
Hlavní průčelí, konvexně tvarované, je členěno pilastry s římsovou hlavicí. Nad pravoúhlým vchodem, vsazený do segmentového záklenku, je okno oválného tvaru se šambránou a zalomenou římsou. Průčelí je završeno štítem členěným lizénami, prolomeným oválnou okenní osou, ve vrcholu štítu kříž.

### Interiér
Interiér charakterizuje dojem monumentální prostoty vytvořený působením hladkého, téměř nezdobeného zdiva. Dominuje mu kupole zdvihající se nad hlavní lodí, zakončená lucernou, jejímiž okny proniká do středu kostela intenzivní světlo. Hlavní oltář pochází z roku 1770. Obraz Setkání knížete Václava s Radslavem Zlickým vznikl v okruhu malíře Karla Škréty.

## Kostel v kontextu Santiniho díla

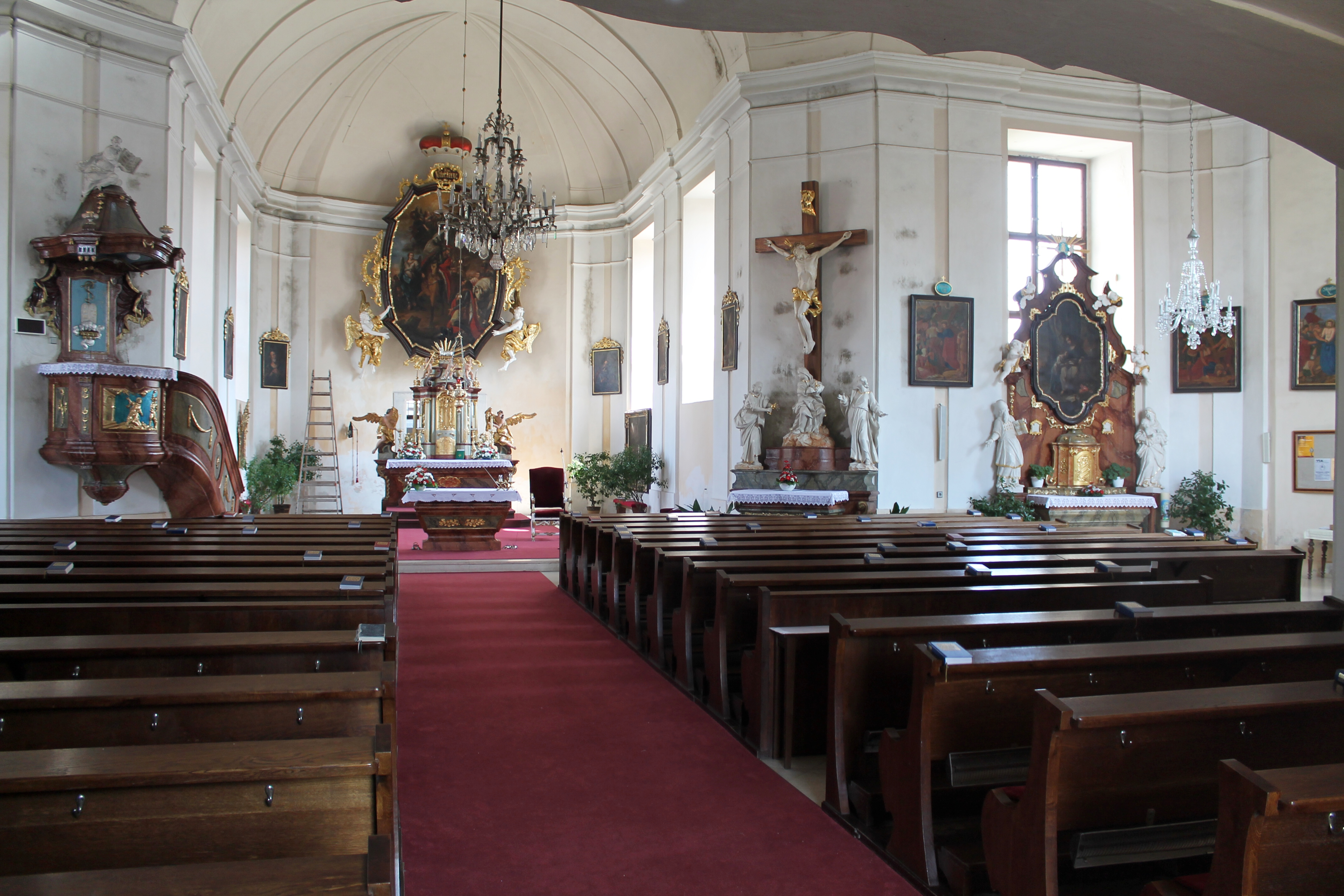
Interiér kostela

Autorství Jana Blažeje Santiniho-Aichla sice není přímo doloženo, ale hovoří pro něj přesvědčivě hned několik skutečností. Stavebníkem kostela byl totiž prokazatelně opat nedalekého žďárského cisterciáckého kláštera Václav Vejmluva. Jeho značka, písmeno W, se objevuje na průčelním štítě stavby. Spolupráce Vejmluvy a Santiniho byla velmi čilá, opat architekta pověřil mnoha jinými projekty, jmenovitě obnovou vyhořelého konventního chrámu Panny Marie a klášterních budov (1706), stavbou kostela sv. Petra a Pavla v Horní Bobrové (1715), kostela Navštívení Panny Marie v Obyčtově (1722), dolního hřbitova ve Žďáře atd. Na Vejmluvovu objednávku vzniklo mezi lety 1719–1722 i Santiniho klíčové dílo, poutní kostel sv. Jana Nepomuckého na Zelené Hoře. Kostel sv. Václava ve Zvoli zapadá do Santiniho tvorby i po formální stránce. Typický Santiniho symbolismus zde reprezentuje již zmíněná svatováclavská knížecí čapka završující lucernu. Podobný motiv, korunu, použil Santini již na lucerně kupole klášterního kostela v Kladrubech (1711). Ale zatímco kladrubská koruna je zobrazena realisticky, symbol knížecí čapky na zvolské lucerně abstrahoval a stal se podnětem k vytvoření inovativní architektonické formy. Půdorysné schéma centrály na půdorysu řeckého kříže s oblibou využíval Santini i na jiných svých projektech. Zvolskému kostelu jsou architektonicky nejblíže poutní kostel Zvěstování Panny Marie v Mariánské Týnici (1710, 1720–1764) a kostel Jména Panny Marie ve Křtinách (1718–1750).

## Galerie

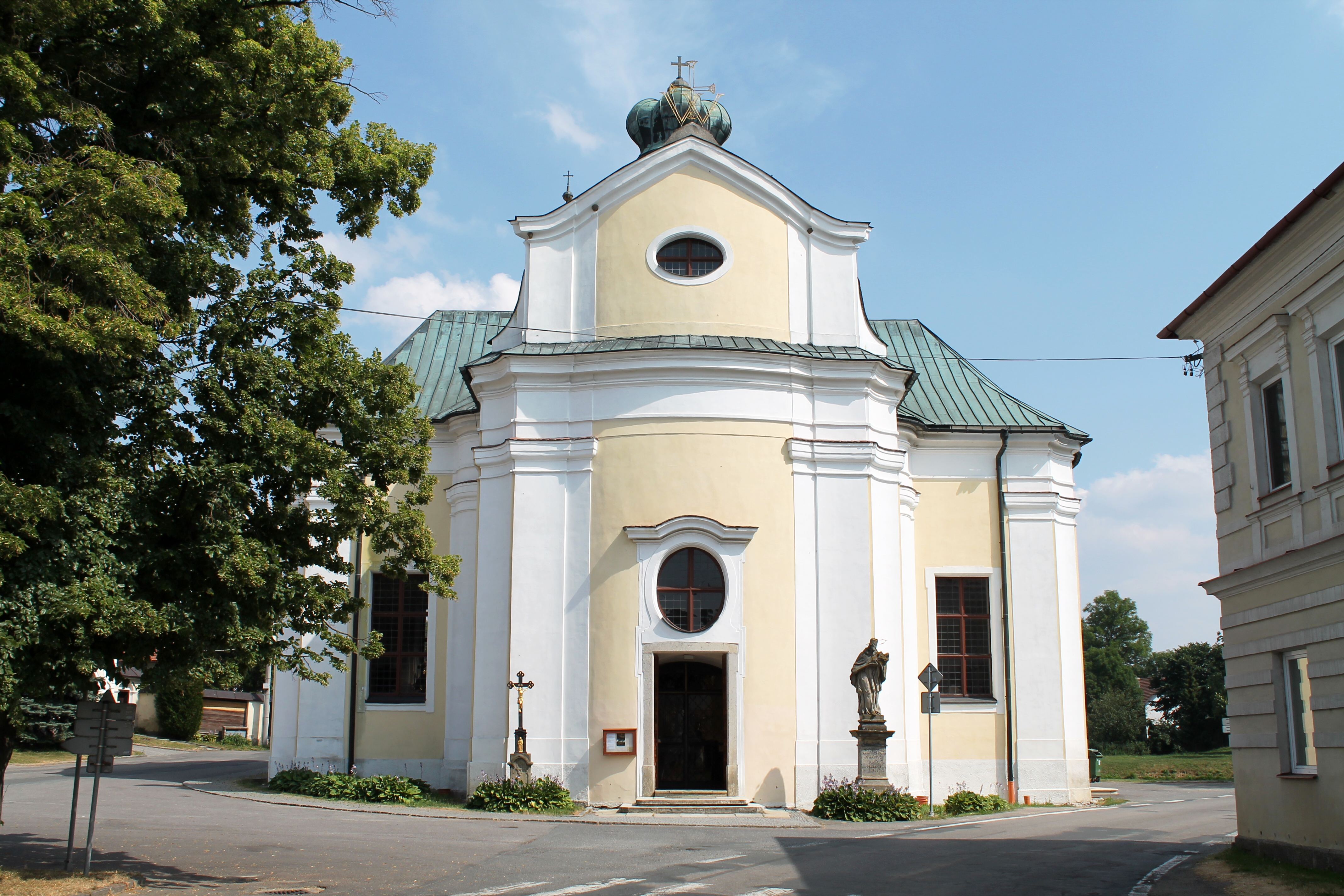
Vstupní západní průčelí kostela
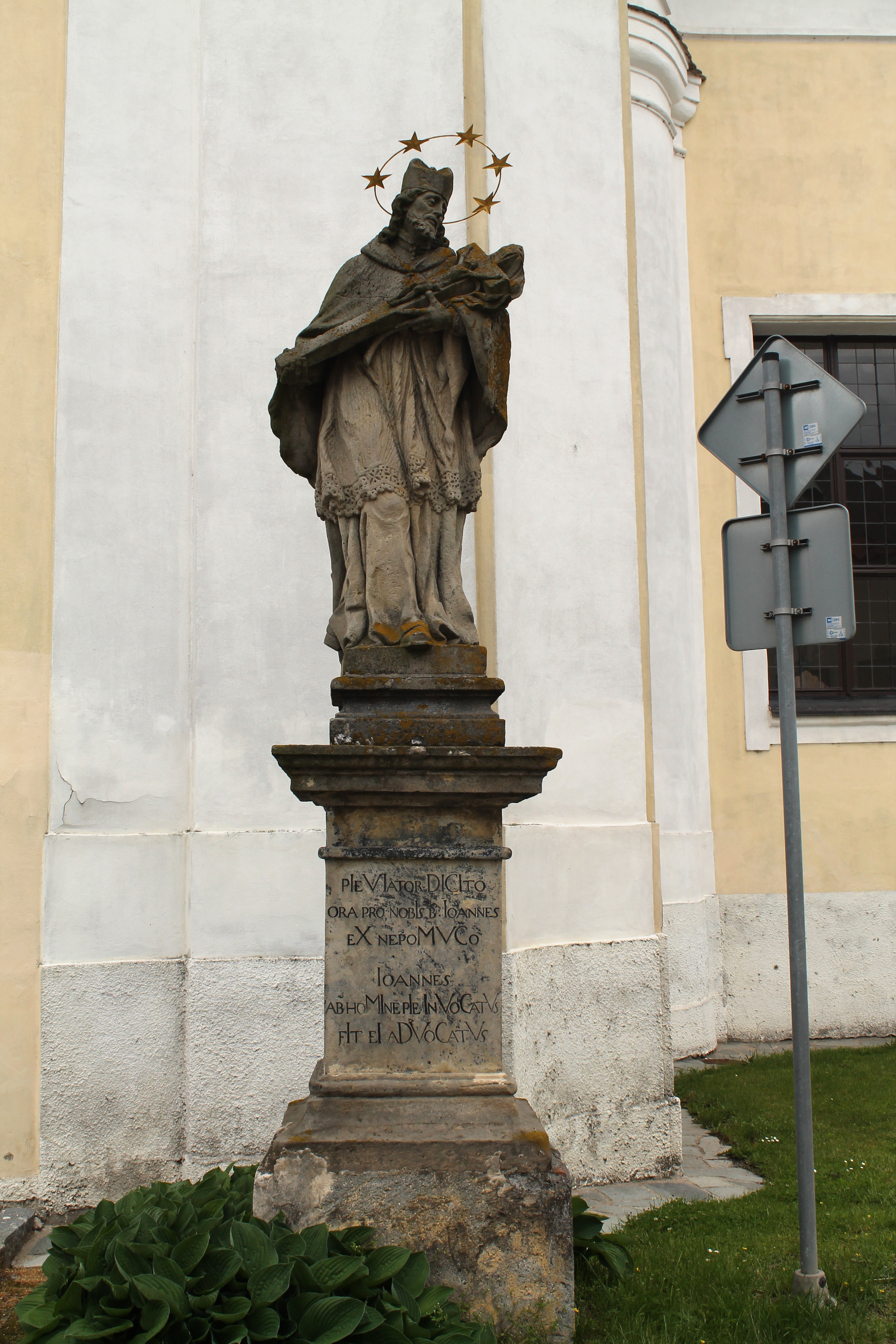
Socha svatého Jana Nepomuckého u vchodu do kostela
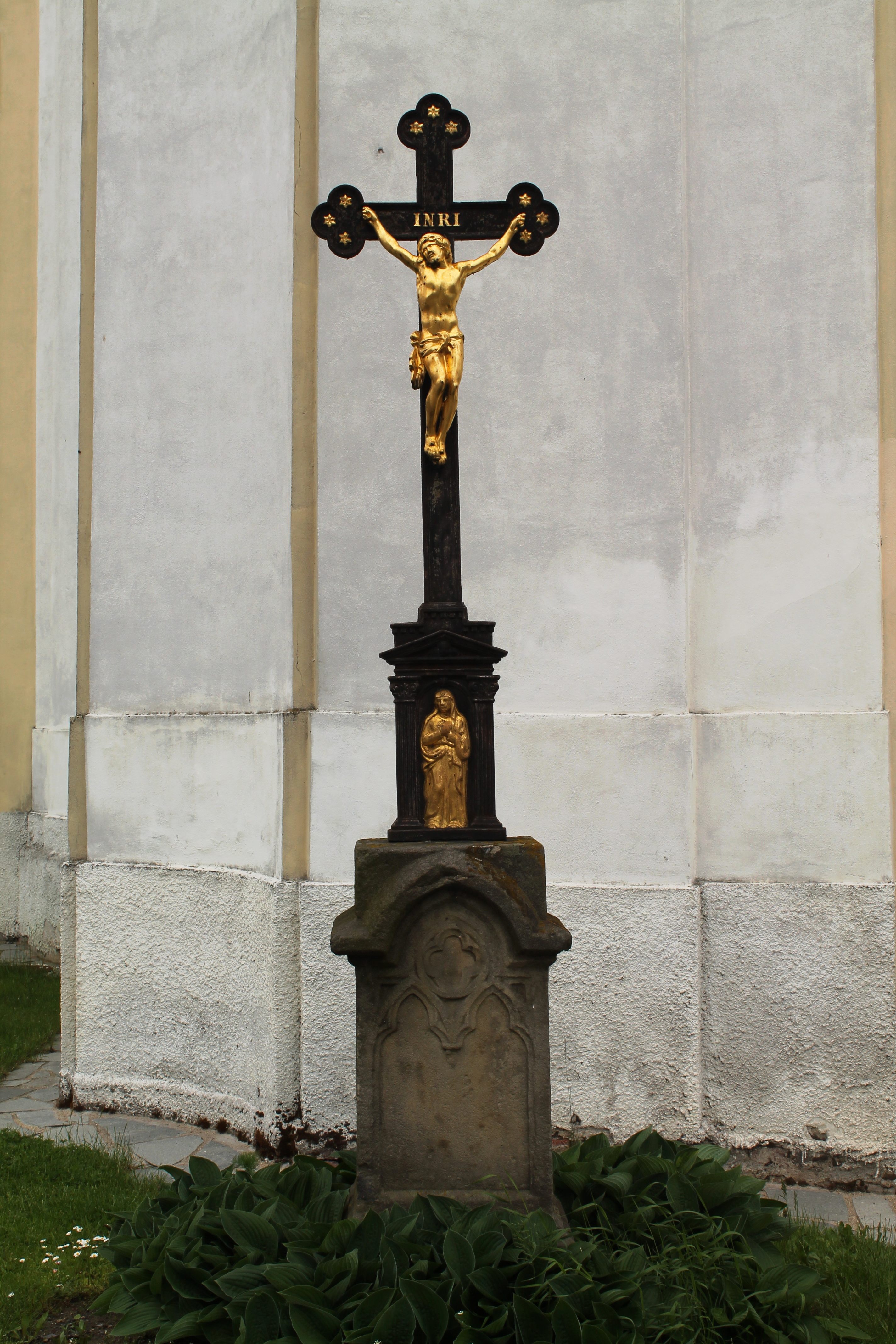
Kříž u vchodu do kostela
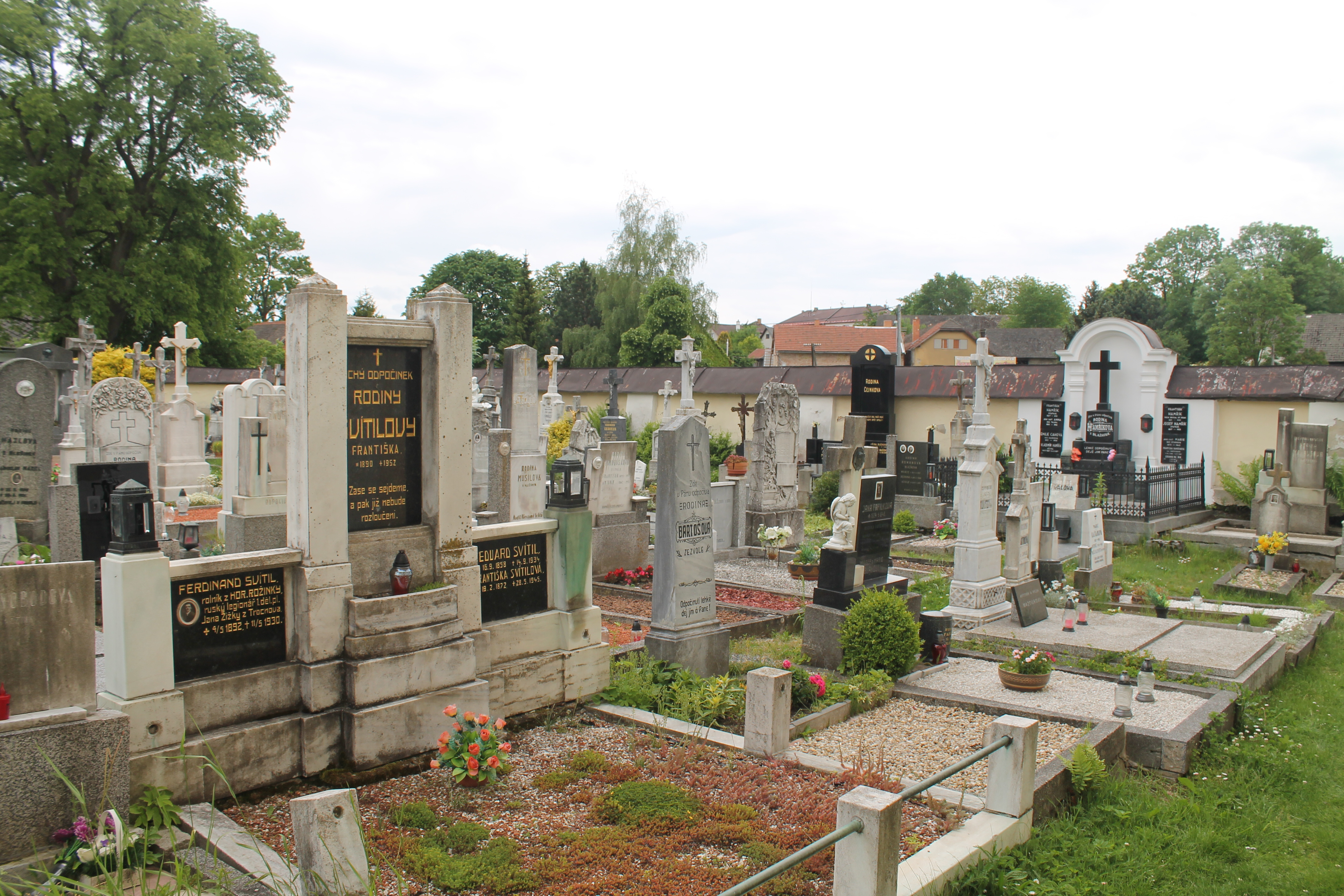
Hřbitov u kostela
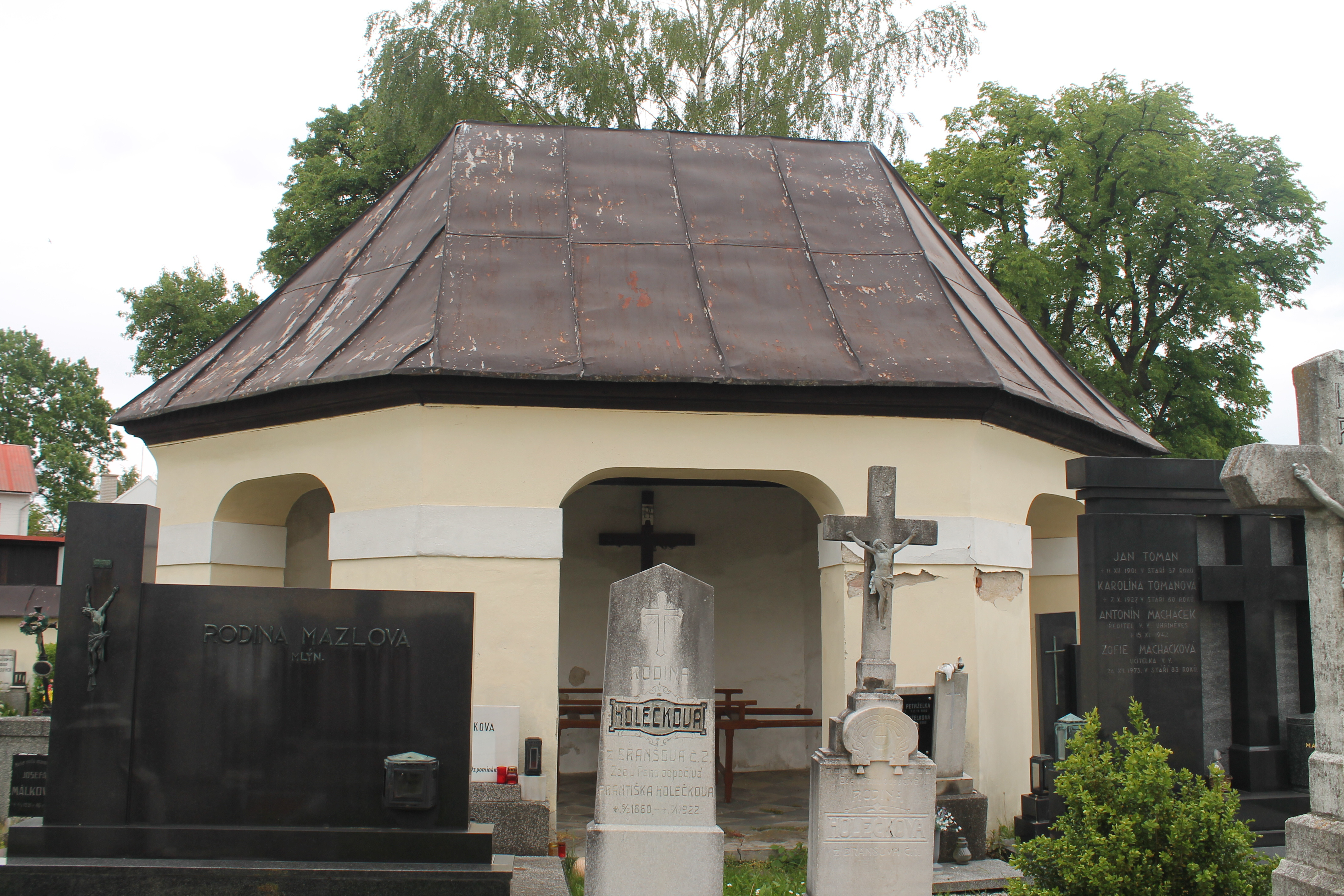
Márnice na hřbitově
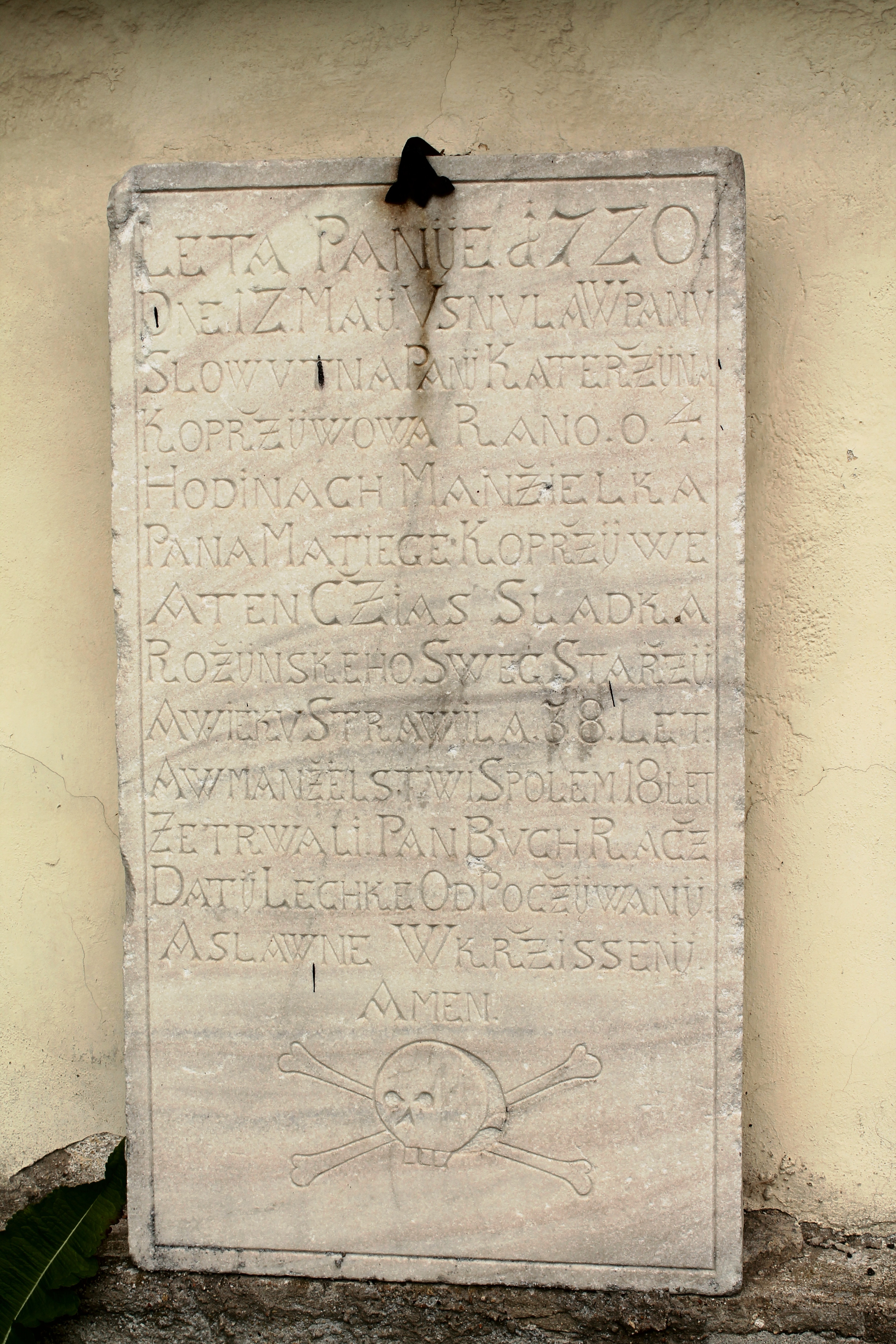
Náhrobní kámen z roku 1720